# Pulaski (Tennessee)
Pour les articles homonymes, voir Pulaski.
La ville américaine de Pulaski est le siège du comté de Giles, dans l’État du Tennessee.

## Histoire
Pulaski a été fondée en 1809 et fut nommée en l'honneur d'un héros de la Révolution américaine Kazimierz Pułaski, né en Pologne.

### Fondation du Ku Klux Klan
Le 24 décembre 1865, six jeunes officiers confédérés démobilisés créent à Pulaski un groupe raciste prônant la suprématie de la race blanche nommé le Ku Klux Klan. Ces six jeunes sont tous d'origine écossaise (J. Calvin Jones, Frank O. McCord, Richard R. Reed, John B. Kennedy, John C. Lester, James R. Crowe).

## European American Heritage Festival[1]
Chaque année se déroule le European American Heritage Festival (auparavant appelé le White Christian Heritage Festival) à Pulaski où les participants célèbrent le patrimoine des immigrants aux États-Unis issus de l'Europe et organisent diverses activités autour de cette question d'héritage dont une marche aux flambeaux, The Heritage Appreciation Walk où chacun est amené à défiler avec le drapeau aux couleurs du pays d'Europe de ses ancêtres. Cette marche est à l’image des rituels que pratiquait anciennement le KKK pendant lesquelles ses membres avaient pour habitude d’arborer des robes et cagoules blanches ornées de signes astrologiques. Certains reprochent à ce festival ses affiliations à des mouvements d'extrême droite et plus particulièrement au suprémacisme blanc. Il prône un héritage exclusivement issu de l'Europe et négligeant la période qui précède la découverte des Amériques et sa colonisation par les Européens. De plus, l'organisation apparaissant comme responsable du festival est dirigée par Thomas Robb, directeur national des Knights of The Ku Klux Klan, groupe ouvertement raciste et connu pour être la plus grande organisation portant le nom Ku Klux Klan aux États-Unis.